# Agostina Belli
Agostina Belli, pseudonimo di Agostina Maria Magnoni (Milano, 13 aprile 1949), è un'attrice italiana.

## Biografia

### Gli inizi
Nata nel quartiere milanese del Giambellino, figlia di Domenico Magnoni, artigiano, e di Adele Margherita Dossena (che, titolare di una pensione in via Copernico, nei pressi della Stazione Centrale di Milano, nel 1970 fu vittima di un delitto rimasto irrisolto), ha lavorato come segretaria alla Rinascente di Milano, ma il suo sogno era il cinema. 

Agostina Belli in Angeli senza paradiso (1970) di Ettore Maria Fizzarotti

Con la condizione posta dal padre, contrario alla sua vocazione di attrice, di ottenere il successo entro sei mesi dal suo arrivo alla capitale, si recò a Roma: già in quel poco tempo riuscì ad ottenere una piccola parte nel film Banditi a Milano (1968) di Carlo Lizzani, con Gian Maria Volonté e Tomas Milian.
Stabilitasi definitivamente nella capitale, ottenne le prime piccole parti in una serie di commedie, musicarelli e thriller, tra cui Angeli senza paradiso (1970) di Ettore Maria Fizzarotti, con Al Bano e Romina Power; Giornata nera per l'ariete (1971) di Luigi Bazzoni, con Franco Nero e Barbablù (1972) di Edward Dmytryk, con Richard Burton.
Riuscì a farsi notare per il ruolo della moglie di Giancarlo Giannini in Mimì metallurgico ferito nell'onore (1972) di Lina Wertmüller, anche se furono L'ultima neve di primavera (1973) di Raimondo Del Balzo e Sepolta viva (1973) di Aldo Lado a imporla al grande pubblico e a farle conoscere il futuro compagno, l'attore norvegese Fred Robsahm, cognato di Ugo Tognazzi.

### Il successo

Agostina Belli in Profumo di donna (1974) di Dino Risi

Nel 1974 interpretò Sara in Profumo di donna di Dino Risi, il ruolo più celebre della sua carriera, che le fece vincere il Globo d'oro alla miglior attrice rivelazione, anche se ammetterà che il rapporto con Vittorio Gassman non fu facile. Un sequel, pensato dalla stessa Belli, non fu mai realizzato. 
Ormai famosa, fu chiamata per affrontare ruoli più impegnativi, ma non seppe staccarsi dal cinema prettamente commerciale. Nel frattempo, infatti, continuò a essere fra le protagoniste della commedia erotica all'italiana, talora ambiziosa, come ne Il piatto piange (1974) di Paolo Nuzzi, tratto da Piero Chiara, altre volte trascurabile, come Due cuori, una cappella (1975) di Maurizio Lucidi, con Renato Pozzetto e Virilità (1974) di Paolo Cavara, contendendo a Laura Antonelli il ruolo di icona sexy di questo periodo.
Due anni dopo Dino Risi la volle ancora per Telefoni bianchi, per la cui interpretazione vincerà la Targa d'oro ai David di Donatello 1976; il film fu accolto tiepidamente in Italia ma ebbe grande successo in Francia, dove la Belli, molto apprezzata, venne subito chiamata per affiancare Philippe Noiret in Giochi di fuoco (1975) di Alain Robbe-Grillet. In film, come Conviene far bene l'amore (1975) di Pasquale Festa Campanile, con Christian De Sica e Cara sposa (1977), sempre di Campanile, con Johnny Dorelli, oltre alla bellezza, Agostina Belli mostrava una "vis comica" notevole, mai veramente sfruttata dal cinema italiano. In questo periodo ha posato nuda per l'edizione italiana di Playboy. 
Sul finire degli anni settanta, al culmine della popolarità, la Belli riuscì a inserirsi in alcune coproduzioni internazionali, come Il genio (1976) di Claude Pinoteau, con Yves Montand; Holocaust 2000 (1977) di Alberto De Martino, con Kirk Douglas; Doppio delitto (1977) di Steno, con Marcello Mastroianni e Peter Ustinov; Un taxi color malva (1977) di Yves Boisset, con Fred Astaire, Charlotte Rampling e ancora Ustinov, e, nel 1978, Enfantasme di Sergio Gobbi, un inquietante dramma che segna la fine del periodo d'oro dell'attrice e l'inizio di una pausa professionale di qualche anno.

### Il ritorno
Negli anni ottanta l'attrice milanese è tornata sporadicamente sul set, sebbene con minor frequenza che nel passato, fino alla metà degli anni novanta; fra le apparizioni di questo periodo, ricordiamo Vai avanti tu che mi vien da ridere (1982) di Giorgio Capitani, con Lino Banfi, Soldati - 365 all'alba (1987) di Marco Risi e la miniserie televisiva La voce del cuore (1995) di Lodovico Gasparini, con Gianni Morandi e Mara Venier. Nel 1996 ha deciso di ritirarsi dalle scene. 
Nel 2006, dopo una pausa di dieci anni, la Belli è tornata sul set con il film Uno su due di Eugenio Cappuccio, con Fabio Volo; interpreterà ancora qualche film negli anni seguenti, prima di ritirarsi definitivamente dal cinema. Nel 2007 ha partecipato nel ruolo di se stessa a Natural Born Star, un documentario di Even Benestad che racconta il periodo d'oro e il declino dell'ex compagno Fred Robsahm.

## Filmografia

### Cinema

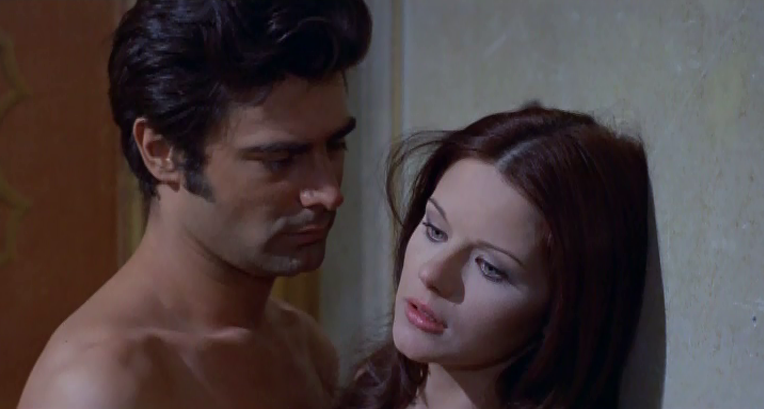
Agostina Belli e Gianni Macchia in Quando l'amore è sensualità (1974) di Vittorio De Sisti

Agostina Belli e Christian De Sica in Conviene far bene l'amore (1975) di Pasquale Festa Campanile

- Banditi a Milano, regia di Carlo Lizzani (1968)
- Il terribile ispettore, regia di Mario Amendola (1969)
- Angeli senza paradiso, regia di Ettore Maria Fizzarotti (1970)
- Il caso "Venere privata", regia di Yves Boisset (1970)
- Formula 1 - Nell'inferno del Grand Prix, regia di Guido Malatesta (1970)
- Il castello dalle porte di fuoco, regia di José Luis Moreno (1970)
- Ma che musica maestro!, regia di Mariano Laurenti (1971)
- Nonostante le apparenze... e purché la nazione non lo sappia... All'onorevole piacciono le donne regia di Lucio Fulci (1972)
- Barbablù, regia di Edward Dmytryk e Luciano Sacripanti (1972)
- Giornata nera per l'ariete, regia di Luigi Bazzoni (1972)
- La notte dei diavoli, regia di Giorgio Ferroni (1972)
- Mimì metallurgico ferito nell'onore, regia di Lina Wertmüller (1972)
- La calandria, regia di Pasquale Festa Campanile (1972)
- Revolver, regia di Sergio Sollima (1973)
- L'ultima neve di primavera, regia di Raimondo Del Balzo (1973)
- Sepolta viva, regia di Aldo Lado (1973)
- Baciamo le mani, regia di Vittorio Schiraldi (1973)
- Quando l'amore è sensualità, regia di Vittorio De Sisti (1974)
- Profumo di donna, regia di Dino Risi (1974)
- Il lumacone, regia di Paolo Cavara (1974)
- Il piatto piange, regia di Paolo Nuzzi (1974)
- Il figlio della sepolta viva, regia di Luciano Ercoli (1974)
- Virilità, regia di Paolo Cavara (1974)
- La governante, regia di Giovanni Grimaldi (1974)
- Conviene far bene l'amore, regia di Pasquale Festa Campanile (1975)
- Due cuori, una cappella, regia di Maurizio Lucidi (1975)
- Giochi di fuoco (Le jeu avec le feu), regia di Alain Robbe-Grillet (1975)
- Telefoni bianchi, regia di Dino Risi (1976)
- Il genio (Le grand escogriffe), regia di Claude Pinoteau (1976)
- Cara sposa, regia di Pasquale Festa Campanile (1977)
- Holocaust 2000, regia di Alberto De Martino (1977)
- Un taxi color malva, regia di Yves Boisset (1977)
- Doppio delitto, regia di Steno (1977)
- Manaos, regia di Alberto Vasquez Figueroa (1978)
- Enfantasme, regia di Sergio Gobbi (1978)
- Vai avanti tu che mi vien da ridere, regia di Giorgio Capitani (1982)
- La guerrigliera, regia di Pierre Kast (1982)
- Torna, regia di Stelvio Massi (1983)
- Una strana passione (Un amour interdit), regia di Jean-Pierre Dougnac (1984)
- Una donna da scoprire, regia di Riccardo Sesani (1986)
- Soldati - 365 all'alba, regia di Marco Risi (1987)
- Fratello dello spazio, regia di Mario Gariazzo (1988)
- Happy End, regia di Milos Radovic (1989)
- L'urlo della verità, regia di Stelvio Massi (1992)
- Uno su due, regia di Eugenio Cappuccio (2006)
- I giorni perduti, regia di Bruno Gaburro (2006)
- Natural born star, regia di Even Benestad – documentario (2007)
- Amore che vieni, amore che vai, regia di Daniele Costantini (2008)

### Televisione
- Madigan – serie TV, episodio 1x05 (1973)
- On ne le dira pas aux enfants – film TV (1983)
- Vanità – programma televisivo (1984)
- Varietà – programma televisivo (1984)
- Medemi mesec – film TV (1988)
- L'agence – serie TV (1989)
- La voce del cuore, regia di Lodovico Gasparini – miniserie TV (1995)
- Favola, regia di Fabrizio De Angelis – film TV (1996)

## Riconoscimenti
- David di Donatello
  - 1976 – Targa d'oro per Telefoni bianchi

- Nastro d'argento
  - 1976 – Candidatura alla migliore attrice protagonista per Telefoni bianchi

- Globo d'oro
  - 1975 – Miglior attrice rivelazione per Profumo di donna

### Altri premi
- 1980 – Sagittario d'oro
- 1986 – Premio De Curtis
- 1987 – Premio Personalità Europea

## Doppiatrici
Pur essendo italiana, Agostina Belli è stata doppiata da:
- Vittoria Febbi in Angeli senza paradiso, Profumo di donna, Revolver, L'ultima neve di primavera, Doppio delitto, Cara sposa
- Solvejg D'Assunta in Nonostante le apparenze... e purché la nazione non lo sappia... All'onorevole piacciono le donne
- Loretta Goggi in La notte dei diavoli
- Serena Verdirosi in Barbablù
- Melina Martello in Il piatto piange
- Livia Giampalmo in La calandria
- Ada Maria Serra Zanetti in Conviene far bene l'amore
- Liù Bosisio in Telefoni bianchi